# Lauren Child
Lauren Margot Peachy Child (née Helen Child le 29 novembre 1965) est une autrice et illustratrice anglaise de livres pour enfants. Elle est surtout connue pour la série d'albums Charlie et Lola. Elle est lauréate 2017-2019 du Prix Children's laureate. Ses livres se vendent à des millions d'exemplaires dans plus de 30 pays. 

## Biographie

### Enfance et formation
Lauren Child nait dans un petit village du Berkshire en 1965,. Mais, son père, qui enseigne les arts plastiques à Downe House, se voit proposer un poste au Marlborough College, de l'autre côté du comté, dans le Wiltshire. Elle grandira donc à Marlborough, où son père dirige le département artistique du Marlborough College et sa mère enseigne dans une école primaire,. Elle est la cadette d'une famille de trois filles. Elle change son prénom d'Helen en Lauren lorsqu'elle est enfant.  
Elle fréquente la St John's School et, à partir de 16 ans, le Marlborough College,. Elle étudie brièvement l'art à l'École polytechnique de Manchester, puis à la City and Guilds of London Art School,.   

### Carrière
Lauren Child crée sa propre entreprise qui fabrique des abat-jour, Chandeliers for the People, avec l'acteur Andrew St Clair. Mais celle-ci ne fonctionne pas,. Elle travaille ensuite à l'atelier de Damien Hirst, où elle est employée pour mélanger les couleurs de ses peintures à pois. Elle continue à travailler un jour par semaine pour Damien Hirst après avoir accepté un poste de réceptionniste pour l'agence de design et de marketing Big Fish. Elle y reste cinq ans, entre 1998 et 2003, puisque, malgré le succès de ses premiers livres, elle ne peut pas vivre de son écriture. Elle crée lorsque le téléphone ne sonne pas. Elle inclura son fondateur, Perry Haydn Taylor, dans les dédicaces de ses livres.  
Après des années de refus, en 1999, elle publie deux livres à quelques semaines d'intervalle, I Want a Pet et Clarice Bean, That's Me. Le deuxième raconte l'histoire de Clarice, la troisième enfant d'une famille de quatre, fouillie et bruyante, au sein de laquelle elle est malmenée mais fougueuse. Les livres sont également édités aux États-Unis dans l'année et remportent le prix du livre Nestlé Smarties en 1999. Un an plus tard, en 2000, elle remporte la médaille Kate Greenaway de la Library Association pour l'illustration la plus remarquable de l'année dans un livre pour enfants, avec son premier tome de Charlie et Lola, mettant en scène un redoutable duo frère-sœur : I Will Not Ever Never Eat a Tomato,. Dans ses illutrations, elle utilise différents supports : des coupures de magazines, des bouts de tissu, des collages, des matériaux ou encore des photographies. 
Elle remporte un deuxième prix Smarties en 2002 pour That Pesky Rat, qui raconte l'histoire d’un rongeur mal-aimé aspirant à un chez-soi et à un maître. La même année, elle écrit son premier roman pour enfants, Utterly Me, Clarice Bean, l'un des 39 livres nommés par les bibliothécaires pour la médaille Carnegie. Son deuxième roman de cette série, Clarice Bean Spells Trouble, est présélectionné pour le prix du livre pour enfants de l'année 2005 aux British Book Awards[réf. nécessaire]. 
En 2005 sort le roman indépendant Hubert Horatio Bartle Bobton-Trent. Il raconte l'histoire d'Hubert, un enfant génie dont les parents sont très riches et possènt de belles demeures dans différents endroits du monde.
Une série télévisée basée sur ses livres, Charlie et Lola, dont elle est la productrice associée et la scénariste, est créée par Tiger Aspect pour la BBC ,,. Trois saisons de 26 épisodes et deux émissions spéciales sont réalisées. Charlie et Lola est vendu dans le monde entier et remporte quatre prix Bafta pour la télévision préscolaire en 2007 et 2008. Un grand nombre de produits dérivés associés – papeterie, sacs, vêtements, ameublement, en a découlé.
En 2009 parait Who Wants to be a Poodle, I Don't, qui met en scène un caniche nommé Trixie Twinkle Toes rêvant de patauger dans les flaques d'eau alors que sa propriétaire l'emmène constamment chez le toiletteur. 
Après six Clarice Beans et quatre albums illustrés Charlie et Lola, ainsi que l'illustration de nouvelles éditions de classiques comme Fifi Brindacier et la série Anne of Green Gables, elle se lance dans l'écriture d'un livre à chapitres pour les enfants plus âgés : Ruby Redfort. Ce roman policier parodique destiné aux 9-13 ans met en scène une enfant très intelligente, capable de décrypter des codes, et qui est en outre le personnage préféré de Clarice dans une série de romans imaginaires.
Elle est annoncée comme nouvelle lauréate des enfants pour le Royaume-Uni le 7 juin 2017 lors d'une cérémonie à l'hôtel de ville de Hull,. 
En 2025, elle présélectionnée pour la médaille Carnegie pour l'illustration, 25 ans après avoir remporté le même prix pour son premier livre d'images Charlie et Lola. 

### Vie privée
Lauren Child vit dans le nord de Londres avec son compagnon, avocat pénaliste. Au début des années 2010, elle adopte Tuesday, une petite fille de deux ans, après un voyage en Mongolie en tant qu' « artiste pour la paix » de l'UNESCO et un coup de foudre pour ce pays et ses habitants. 

## Oeuvres

### En tant qu'écrivain et illustrateur
- Clarice Bean, That's Me (1999) —first in the Clarice Bean series
- I Want a Pet! (1999)
- Beware of the Storybook Wolves (2000)
- I Will Not Ever Never Eat a Tomato (2000) —first in the Charlie and Lola series
- My Uncle is a Hunkle Says Clarice Bean (2000) —Clarice Bean
- I Am Not Sleepy and I Will Not Go to Bed (2001) —Charlie and Lola
- My Dream Bed (2001), with paper engineering by Andrew Baron
- What Planet Are You From Clarice Bean? (2001) —Clarice Bean
- That Pesky Rat (2002)
- Utterly me, Clarice Bean (2002) —Clarice Bean, the first novel
- Who's Afraid of the Big Bad Book? (2002)
- I Am Too Absolutely Small for School (2003) —Charlie and Lola
- Clarice Bean Spells Trouble (2004) —Clarice Bean novel
- Hubert Horatio Bartle Bobton-Trent (2004)
- Bat Cat (2005)
- Beware of Storybook Wolves (2005)
- The Princess and the Pea (2005), adapted from the 1835 fairy tale by Hans Christian Andersen, with photographs by Polly Borland
- Clarice Bean, Don't Look Now (2006) —Clarice Bean novel
- Who Wants to be a Poodle, I Don't (2009)
- Slightly Invisible (2010) —Charlie and Lola
- The New Small Person (2015)
- How To Raise Your Grown-Ups —Hubert Horatio, Book 1 (2018)

### En tant qu'écrivaine
- Ruby Redfort, Look into My Eyes (2011)
- Ruby Redfort, Take Your Last Breath (2012)
- Maude: The Not-so-noticeable Shrimpton (2012)
- Ruby Redfort, Hang in There Bozo (2013)
- Ruby Redfort, Catch Your Death (2013)
- Ruby Redfort, Feel The Fear (2014)
- Ruby Redfort, Pick Your Poison (2015)
- Ruby Redfort, Blink And You Die (2016)

### En tant qu'illustratrice
- Addy the Baddy (1993)
- Stand Up for Yourself! (1996)
- The Complete Poetical Works of Phoebe Flood (1997)
- Dream On, Daisy! (2001)
- I'd Like a Little Word, Leonie (2001)
- Just You Wait, Winona (2001)
- What's the Matter, Maya? (2001)
- You Must Be Joking, Jimmy! (2001)
- You're a Disgrace, Daisy (2001)
- Dan's Angel: A Detective's Guide to the Language of Painting (2002)
- Pippi Longstocking (2007), an edition of the 1945 classic by Astrid Lindgren
- Anne of Green Gables series (2008, 2009), Puffin centennial reissue of the classic by Lucy Maud Montgomery
  - Anne of Green Gables, orig. 1908
  - Anne of Avonlea, orig. 1909
  - Anne of the Island, orig. 1915

## Prix et distinctions
À l'occasion du 50e anniversaire de la médaille (1955-2005), un jury la classe parmi les dix œuvres lauréates, sélectionnées pour le vote du public pour le titre de « favori national ». Elle termine troisième du vote du public parmi les œuvres sélectionnées. 
Elle est nommée Trône de la Couronne des Trophées Kate Greenaway All-Medal et Champion Honoraire des Smarties du Prix du Livre Nestlé Smarties dans le Mathical Book Prize Living Legends pour services rendus à la littérature pour enfants. 
Récompenses en tant qu'écrivaine :
- 1999, Clarice Bean, That's Me, Nestlé Smarties Book Prize, Médaille de bronze : catégorie 6-8 ans
- 2000, Beware of the Storybook Wolves, Prix du livre Nestlé Smarties, Médaille de bronze : catégorie 6-8 ans
- 2001, What Planet Are You From, Clarice Bean?, Prix du livre Nestlé Smarties, Prix spécial du Kids' Club Network
- 2001, What Planet Are You From, Clarice Bean?, Prix du livre Nestlé Smarties, Médaille de bronze : catégorie 6-8 ans
- 2002, That Pesky Rat, Prix du livre Nestlé Smarties, Prix spécial du Kids' Club Network
- 2002, That Pesky Rat, Prix du livre Nestlé Smarties, Médaille d'or : catégorie 6-8 ans
- 2005, Clarice Bean Spells Trouble a été sélectionné pour le prix du livre pour enfants britannique de l'année
- 2005, Clarice Bean Spells Trouble a été nommé pour le Red House Children's Book Award
- 2016, The New Small Person, Prix Charlotte Zolotow, livre d'honneur [9]
- 2017, Absolutely One Thing, Prix du livre mathématique [10]
- Ruby Redfort : Feel the Fear, Mathical Honors [11]

Récompenses en tant qu'illustratrice :
- 1999, Clarice Bean, That's Me, Médaille Kate Greenaway, très recommandée
- 2000, I Will Not Ever Never Eat A Tomato, lauréate de la médaille Kate Greenaway
- 2000, Beware of the Storybook Wolves, finaliste pour la médaille Kate Greenaway
- 2002,That Pesky Rat, Médaille Kate Greenaway recommandée[note 1]
- 2002, Who's Afraid of the Big Bad Book ?, finaliste pour la médaille Kate Greenaway